# .mma
.mma est un domaine de premier niveau générique (en anglais generic top-level domain ou gTLD). Il s'agit d'une extension privée de la société MMA et est réservée à cette dernière.
Il est créé en 2015 par l'ICANN. Ce domaine de premier niveau générique a été attribué lors d'un nouveau tour d’attribution par l'Afnic en 2015.

## Statistiques d'usage
En août 2024, environ 1 600 domaines utilisent l'extension .mma.